# Turvey
Turvey – wieś w Anglii, w hrabstwie ceremonialnym Bedfordshire, w dystrykcie (unitary authority) Bedford. Leży 12 km na zachód od centrum miasta Bedford i 81 km na północny zachód od centrum Londynu. Miejscowość liczy 1192 mieszkańców.